# Comité national olympique de la République démocratique allemande
Le Comité national olympique de la République démocratique allemande (avant Comité olympique est-allemand, en allemand : Nationales Olympisches Komitee für Ostdeutschland, puis Nationales Olympisches Komitee der DDR (NOK der DDR) ) fut le comité olympique officiel de l'Allemagne de l'Est du 22 avril 1951 au 3 octobre 1990.

## Liste des présidents

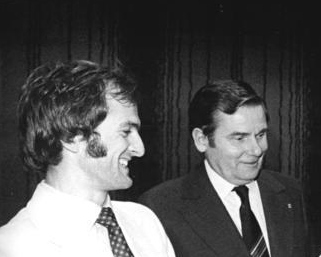
Manfred Ewald (à droite) lors de la remise du titre de la Personnalité sportive allemande de l'année au marathonien Waldemar Cierpinski (au premier plan à gauche) le 14 décembre 1980.

- Kurt Edel (de) (1951–1955)
- Heinz Schöbel (de) (1955–1973)
- Manfred Ewald (1973–1990)
- Günther Heinze (de) (1990)
- Joachim Weiskopf (de) (1990)